# Ибрик
Ибрик, кондир или бардак је врста бокала (врч) у коме се у прошлости чувала ракија. Обично се правио од глине, а понекад и од бакра или лима. Донедавно, врч (ибрик) веома се користио у домовима ради доношења ракије за трпезу, и заузимао је веома важно место у домовима. Једноставан је за употребу, лак за преношење. А служио је и за припрему вруће или грејане ракије.